# Tutuala
Tutuala est un village et un suco dans le sous-district de Tutuala (district de Lautém, Timor oriental). Il est situé à l'extrémité orientale de l'île de Timor.